# Olympische Sommerspiele 1976/Teilnehmer (Chile)
| Gelbes Symbol für Goldmedaillen mit stilisierten Olympischen Ringen | Graues Symbol für Silbermedaillen mit stilisierten Olympischen Ringen | Braundes Symbol für Bronzemedaillen mit stilisierten Olympischen Ringen |
| ------------------------------------------------------------------- | --------------------------------------------------------------------- | ----------------------------------------------------------------------- |
| —                                                                   | —                                                                     | —                                                                       |

Chile nahm an den Olympischen Sommerspielen 1976 im kanadischen Montreal mit einer Delegation von sieben Sportlern (allesamt Männer) teil.

## Teilnehmer nach Sportarten

### Fechten
- Juan Inostroza
Degen, Einzel: 57. Platz

### Leichtathletik
- Edmundo Warnke
5000 Meter: Vorläufe
10.000 Meter: Vorläufe

### Radsport
- Richard Tormen
Sprint: 5. Runde
1000 Meter Einzelzeitfahren: 16. Platz

- Fernando Vera
4000 Meter Einzelverfolgung: 18. Platz in der Qualifikation

### Schießen
- Hugo Dufey
Trap: 32. Platz

- Antonio Yaqigi
Skeet: 44. Platz

- Antonio Handal
Skeet: 59. Platz